# 狼たちの遠吠え
『狼たちの遠吠え』（おおかみたちのとおぼえ）は、2003年12月17日に発売された森進一の108枚目のシングル。

## 解説
- 長渕剛提供曲。同年末の「第54回NHK紅白歌合戦」で森が同曲を披露し、長渕がギター、コーラスとして参加した。
- 山野楽器銀座本店のシングルCD売上ランキングでは、発売から1か月以上を経た2004年1月26日〜2月1日調べのウイークリーチャートでGLAYの新曲や平原綾香、スピッツなどを抑えて1位となった[1]。

## 収録曲
- 両楽曲共に、作詞・作曲：長渕剛／編曲：笛吹利明

1. 狼たちの遠吠え（4分58秒）
2. 人生はラ・ラ・ラ（4分52秒）
3. 狼たちの遠吠え（オリジナル・カラオケ）
4. 人生はラ・ラ・ラ（オリジナル・カラオケ）